# U Huấn
U Huấn (sinh ngày 22 tháng 1 năm 1980) là người Xơ Đăng, chính trị gia nước Cộng hòa xã hội chủ nghĩa Việt Nam. Ông hiện là Ủy viên dự khuyết Ban Chấp hành Trung ương Đảng Cộng sản Việt Nam khóa XIII, Phó Bí thư thường trực Tỉnh ủy , Đại biểu Quốc hội Việt Nam khóa XV, Trưởng đoàn Đại biểu Quốc hội khóa XV tỉnh Quảng Ngãi.
U Huấn là Đảng viên Đảng Cộng sản Việt Nam, học vị Cử nhân Tài chính và Tín dụng, Thạc sĩ Hành chính công, Cao cấp lý luận chính trị. Ông là chính trị gia trẻ tuổi người dân tộc thiểu số ở Tây Nguyên.
Ông nguyên là Phó Bí thư Tỉnh ủy , Đại biểu Quốc hội Việt Nam khóa XV, Trưởng đoàn Đại biểu Quốc hội khóa XV tỉnh Kon Tum , Bí thư Huyện ủy, Chủ tịch Hội đồng nhân dân huyện Kon Rẫy, Trưởng ban Nội chính Tỉnh ủy Kon Tum.

## Xuất thân và giáo dục
U Huấn sinh ngày 22 tháng 1 năm 1980 tại phường Quyết Thắng, thị xã Kon Tum, tỉnh Gia Lai – Kon Tum, quê quán tại xã Đăk Ui, huyện Đăk Hà, tỉnh Kon Tum. Ông sinh ra trong một gia đình người Xơ Đăng, dân tộc thiểu số ở Tây Nguyên, lớn lên và tốt nghiệp 12/12 ở quê nhà. Ông theo học đại học từ năm 1998 và tốt nghiệp Cử nhân Kinh tế chuyên ngành Tài chính và Tín dụng năm 2002. Ông học cao học và là Thạc sĩ Hành chính công. Ngày 4 tháng 7 năm 2006, U Huấn được kết nạp Đảng Cộng sản Việt Nam và là đảng viên chính thức từ ngày 4 tháng 7 năm 2007. Trong quá trình hoạt động Đảng và Nhà nước, ông theo học các khóa tại Học viện Chính trị Quốc gia Hồ Chí Minh, nhận bằng Cao cấp lý luận chính trị. Nay, ông thường trú tại số 172 đường U Rê, tổ 4, phường Duy Tân, thành phố Kon Tum, tỉnh, Kon Tum.

## Sự nghiệp

### Giai đoạn đầu
Tháng 10 năm 2002, sau khi tốt nghiệp đại học, U Huấn trở về quê là Kon Tum, bắt đầu sự nghiệp của mình khi được Ủy ban nhân dân tỉnh Kon Tum tuyển dụng vào vị trí Chuyên viên Phòng Tổng hợp chiến lược, Sở Kế hoạch và Đầu tư tỉnh Kon Tum.
Tháng 2 năm 2010, ông được bổ nhiệm làm Phó Trưởng phòng Tổng hợp chiến lược của Sở Kế hoạch và Đầu tư, công tác ở cơ quan kế hoạch và đầu tư gần 10 năm. Tháng 4 cùng năm, ông được chuyển sang Sở Nội vụ, nhậm chức Trưởng phòng Văn thư – Lưu trữ trong thời gian ngắn. Sau đó, tháng 7, U Huấn được điều về quê là huyện Đăk Hà, được bổ nhiệm làm Phó Chủ tịch Ủy ban nhân dân huyện Đăk Hà, khi 30 tuổi. Một năm sau, tháng 11 năm 2011, ông lại được điều về Ủy ban nhân dân tỉnh, nhậm chức Phó Giám đốc Sở Nội vụ.
Tháng 10 năm 2015, tại Đại hội Đảng bộ tỉnh Kon Tum lần thứ 15, ông được bầu làm Ủy viên Ban Chấp hành Đảng bộ tỉnh khóa XV, nhiệm kỳ 2015 – 2020. U Huấn được Tỉnh ủy Kon Tum điều về huyện Kon Rẫy, nhậm chức Bí thư Huyện ủy Kon Rẫy, và được bầu làm Chủ tịch Hội đồng nhân dân huyện Kon Rẫy. Ông cũng là Đại biểu Hội đồng nhân dân tỉnh Kon Tum nhiệm kỳ 2016 – 2021.

### Kon Tum
Ngày 27 tháng 4 năm 2020, Tỉnh ủy Kon Tum triệu tập hội nghị, nhất trí phân công U Huấn nhậm chức Trưởng ban Nội chính Tỉnh ủy, miễn nhiệm Bí thư Huyện ủy Kon Rẫy. Sau đó, ngày 29 tháng 4, Ban Bí thư Trung ương Đảng ra quyết định chuẩn y ông giữ chức vụ Ủy viên Ban Thường vụ Tỉnh ủy Kon Tum. Ngày 23 tháng 9 năm 2020, tại Đại hội Đảng bộ tỉnh Kon Tum lần thứ 16, ông tái đắc cử vị trí Tỉnh ủy viên, Ủy viên Ban Thường vụ, tiếp tục là Trưởng ban Nội chính.
Tháng 1 năm 2021, U Huấn là đại biểu tại Đại hội Đại biểu toàn quốc Đảng Cộng sản Việt Nam lần thứ 13 và được bầu làm Ủy viên dự khuyết Ban Chấp hành Trung ương Đảng Cộng sản Việt Nam khóa XIII, nhiệm kỳ 2021 – 2026 vào ngày 30 tháng 1.
Ngày 28 tháng 5 năm 2024, lãnh đạo Tỉnh ủy Kon Tum đã công bố quyết định của Bộ Chính trị chuẩn y ông U Huấn - Ủy viên Ban Thường vụ Tỉnh ủy, Trưởng ban Nội chính Tỉnh uỷ giữ chức Phó Bí thư Tỉnh ủy nhiệm kỳ 2020-2025.

### Đại biểu Quốc hội
Tháng 4 năm 2021, U Huấn ứng cử Đại biểu Quốc hội Việt Nam, thuộc nhóm Tỉnh ủy Kon Tum. Ông là ứng cử viên của đơn vị bầu cử số hai, gồm các huyện Đăk Hà, Đăk Tô, Tu Mơ Rông, Ngọc Hồi và Đăk Glei. Ông đã trúng cử với tỷ lệ 90,83%, trở thành Đại biểu Quốc hội khóa XV nhiệm kỳ 2021 – 2026, đồng thời là Tổ trưởng tổ Đảng, Trường Đoàn Đại biểu Quốc hội tỉnh Kon Tum.